# Предраг Милошевић
Предраг Милошевић (Књажевац, 4. фебруар 1904 — Београд, 4. јануар 1988) био је српски композитор, диригент, пијаниста, педагог и музички писац. Као један од студената који су своје високо-школско образовање стекли у Прагу, Милошевић је да значајан допринос утемељивању музичког професионализма у Србији.

## Биографија
Предраг Милошевић је рођен 4.2. 1904. године у Књажевцу. Музичко образовање је започео у Музичкој школи у Београду, да би у периоду између 1922. и 1924. године, студије наставио у Минхену, а затим и на Државном конзерваторијуму у Прагу. На овој институцији је дипломирао композицију 1926. године код професора Јарослава Кржичке, клавир 1928. године у класи Ј. Прохаске те, 1931. године и дириговање код М. Долежила и П. Дједечека. Своје образовање, Милошевић је заокружио на Мајсторској школи, на којој је 1930. године завршио студије композиције у класи Јозефа Сука, те на диригентском семинару који је, 1931. године, похађао код Н. Малка. За време студија, истакао се као диригент прашких хорова, да би, 1932. године, постао вођа Првог београдског певачког друштва са којим је, 1937. године, освојио прву награду на такмичењу хорова у Будимпешти. По повратку у Београд је, такође од 1932. године, био је диригент Београдске опере и професор клавира у Српској музичкој школи, у којој је, 1946–1948. године, био и директор.
Године 1938, изабран је за доцента теоријских предмета на Музичкој академији (данас Факултету музичке уметности), а затим и за редовног професора композиције и дириговања. У периоду између 1960. и 1967. године, био је и декан ФМУ. Његова ангажованост у музичком животу Београда и Србије, употпуњена је и местом начелника музичког одељења Другог програма Радио Београда (1950–1951), директора и диригента Народног позоришта у Новом Саду (1955–1957), те председника Удружења музичких уметника Србије (1951–1953) и Удружења композитора Србије (1958–1960). Милошевић је био активан и као музички писац (Звук, Музички гласник) и преводилац – са Михаилом Вукдраговићем је, са чешког превео Науку о музичким облицима К. Б. Јирака као и бројна либрета за опере, оперете и соло-песме. Предраг Милошевић је одликован Орденом рада са црвеном заставом, а музичка школа у Књажевцу, родном месту композитора, носи његово име.

## Стваралаштво
Симфонијета из 1930. године је Милошевићев дипломски рад у класи Јозефа Сука и прво дело ове врсте у историји српске музике. У уводу првог, сонатног става, наговештава се каснија појава теме у фугату. Хуморескна друга тема је поверена најпре фаготу, а затим обои. У развојном делу аутор демонстрира своје владање контрапунктском вештином, док реприза главне теме уз кратко подсећање на другу тему завршава овај став претежно ведрог расположења. Лагани став асоцира на ноктурно. Почиње наступом сординиране трубе, након кога се на фону тремола и трилера јавља развијена мелодија, касније имитационо обрађена. Средишњи део је скерцозног карактера, заснован на проминентном мотиву, који у току својих трансформација упућује на карикирани валцер. Финале је рондо са три теме који енергично завршава солом контрафагота.
Сонатина за клавир из 1926. једно је од Милошевићевих најизвођенијих дела са истакнутим историцисточко-модернистичким тенденцијама. Сонатни облик првог става садржи три тематске идеје које су пијанистички веома умешно обрађене. Лагани став су варијације на тему Цвекје цафнало коју је Милошевић „издвојио“ из Мокрањчеве 12. Руковети. Позивањем на дело великана наше историје Милошевић је настојао да своју композициону вештину смести у историјске и естетичке координате српског музичког канона у којем Мокрањац игра централну улогу. Варијације својим следом образују лук крећући се од мирног тока, преко нешто разигранијег третмана, до повратка у почетно расположење. Токатно обрађеном, главном материјалу последњег става супротставља се кратки лирски интермецо, након кога се дело завршава фуриозном кодом.
У Гудачком квартету из 1928. Милошевић је обогатио свој израз наглашенијом употребом политоналних и атоналних сазвучја, али је у погледу форме и израђености полифоног ткања остао утемељен у модернистичким канонским критеријумима. Први став доноси две теме – прву покретљиву, другу понешто патетичну. На њиховој контрапунктској обради се заснива наративни даљи ток, све до поновног, али скраћеног наступа у репризи. Дрги став је у форми пасакаље са 16 варијација. Њихов след је осим фактурне сложености одређен још и премештањем теме у све више лаге, која ће након што одјекне у првој виолини, започети свој пут натраг, завршавајући став у деоници виолончела у пијанисиму. Историцистички импулс наглашен је и у овом Милошевићевом делу, с тим што се овом приликом усмерио ка Баху, који је несумњиво симбол западноевопског композиционог канона. Тиме што је свој квартет завршио фугом са мотивом B-A-C-H, Милошевић се сврстао не само „уз Баха“, већ и уз читаву армију оних који су у своја дела укључивали овај мотив као знак распознавања следбеника дате композиционе и естетске доктрине.

## Списак значајнијих дела
Оркестарска дела:
- Симфонијета (1930)

Солистичке композиције:
- Сонатина за клавир (1926)

Камерне композиције:
- Гудачки квартет (1928)

Соло песме:
- Регрути у маршу (1937)
- Разговор сељака са страним новинаром (1949)
- Две снахе, један зет, циклус (1977)

Нотна издања (избор)
- Сонатина (УКС, 1981)
- Песма и игра за клавир (Београд, 1965)
- Гудачки квартет (УКС)

Дискографија (избор)
- Симфонијета, ПГП РТБ, LP 2510, Савремени домаћи композитори, 1974.